# Kleven, Sotenäs kommun
Kleven är en bebyggelse på ön med samma namn söder om Smögen i Sotenäs kommun. Bebyggelsen klassades av SCB mellan 1990 och 2015 som en del av tätorten Smögen, för att 2015 klassas som utanför. Vid avgränsningen 2020 avgränsades bebyggelsen till en småort.